# Jennings (Florida)
Jennings és una població dels Estats Units a l'estat de Florida. Segons el cens del 2000 tenia 833 habitants.

## Demografia
Segons el cens del 2000, Jennings tenia 833 habitants, 282 habitatges, i 205 famílies. La densitat de població era de 177,7 habitants/km².
Dels 282 habitatges en un 33,3% hi vivien nens de menys de 18 anys, en un 44,7% hi vivien parelles casades, en un 20,2% dones solteres, i en un 27,3% no eren unitats familiars. En el 23% dels habitatges hi vivien persones soles l'11,7% de les quals corresponia a persones de 65 anys o més que vivien soles. El nombre mitjà de persones vivint en cada habitatge era de 2,89 i el nombre mitjà de persones que vivien en cada família era de 3,34.
Per edats la població es repartia de la següent manera: un 30,6% tenia menys de 18 anys, un 9% entre 18 i 24, un 25,7% entre 25 i 44, un 22,4% de 45 a 60 i un 12,2% 65 anys o més.
L'edat mediana era de 32 anys. Per cada 100 dones de 18 o més anys hi havia 99,3 homes.
La renda mediana per habitatge era de 25.714 $ i la renda mediana per família de 25.938 $. Els homes tenien una renda mediana de 25.577 $ mentre que les dones 15.982 $. La renda per capita de la població era de 12.195 $. Entorn del 23,8% de les famílies i el 30,8% de la població estaven per davall del llindar de pobresa.

## Poblacions més properes
El següent diagrama mostra les poblacions més properes.